# Deficit
In economia il deficit, chiamato in italiano anche disavanzo, è la situazione economica di un'impresa nella quale i costi superano i ricavi, o di un ente pubblico nel quale le uscite superano le entrate. Eventuali situazioni di deficit devono essere quindi evitate oppure risanate entro tempi prestabiliti secondo modalità stabilite dalla direzione d'azienda.

## Origine del nome
Il termine deriva dalla terza persona del presente indicativo latino defìcit, "manca". Coniato dal banchiere ginevrino Jacques Necker nei primi mesi del 1789, alla vigilia della Rivoluzione francese.

## Descrizione
L'uso più frequente del termine deficit riguarda il settore pubblico dove si parla di deficit pubblico con riferimento alla differenza (per ciascun anno) tra i costi dell'amministrazione statale, compreso il pagamento degli interessi sul debito pubblico, e le entrate derivanti dalle imposte dirette e indirette versate da imprese e singoli cittadini.
Del deficit pubblico dello Stato una parte è chiamata disavanzo primario, ovvero la differenza negativa fra le entrate e le spese pubbliche, al netto degli interessi sostenuti per finanziare il debito pubblico, se tale differenza è positiva si tratta di avanzo primario. 
Le dimensioni del deficit pubblico vengono solitamente prese in considerazione in rapporto al prodotto interno lordo (PIL), per diverse ragioni. Anzitutto si vuol mettere in relazione il deficit con la capacità di produrre ricchezza e quindi di ripagare gli interessi sul debito che si accumula per effetto della presenza di deficit ricorrenti.
Nel caso di deficit pubblici, il rapporto deficit/PIL rappresenta l'indicatore più semplice da usare per fare confronti internazionali. L'uso dei valori assoluti sarebbe fuorviante, risultando tanto più elevato quanto più grande è lo Stato in deficit e non solo quanto meno virtuoso è lo Stato stesso.
Infine il rapporto deficit/PIL non risente del processo inflativo, mentre se si confrontano i valori assoluti dei deficit bisognerebbe correggerli per tener presente il fenomeno inflativo.
Per quanto riguarda l'Unione europea, gli accordi di Maastricht hanno definito un "patto di stabilità" con il quale viene imposto, ai paesi che li hanno sottoscritti, di tendere a contenere il deficit pubblico entro il tetto del 3% del PIL, salvo indicazioni diverse.